# Phalera immaculata
Phalera immaculata är en fjärilsart som beskrevs av Yang 1978. Phalera immaculata ingår i släktet Phalera och familjen tandspinnare. Inga underarter finns listade i Catalogue of Life.